# Stepanci (Čaška)
Stepanci (mazedonisch Степанци) ist ein Dorf im zentralen Teil Nordmazedoniens, das zur Gemeinde Čaška gehört. Die nächstgelegene Stadt ist Veles.

## Geographie
Stepanci liegt etwa 35  Kilometer südwestlich von Veles. Das Dorf befindet sich in der historischen Landschaft Klepa, wird jedoch auch zur Region Azot gerechnet. Die Nachbardörfer von Stepanci sind Pomenovo und Smilovci. Über dem Dorf erhebt sich das Bergmassiv Babuna.

## Geschichte

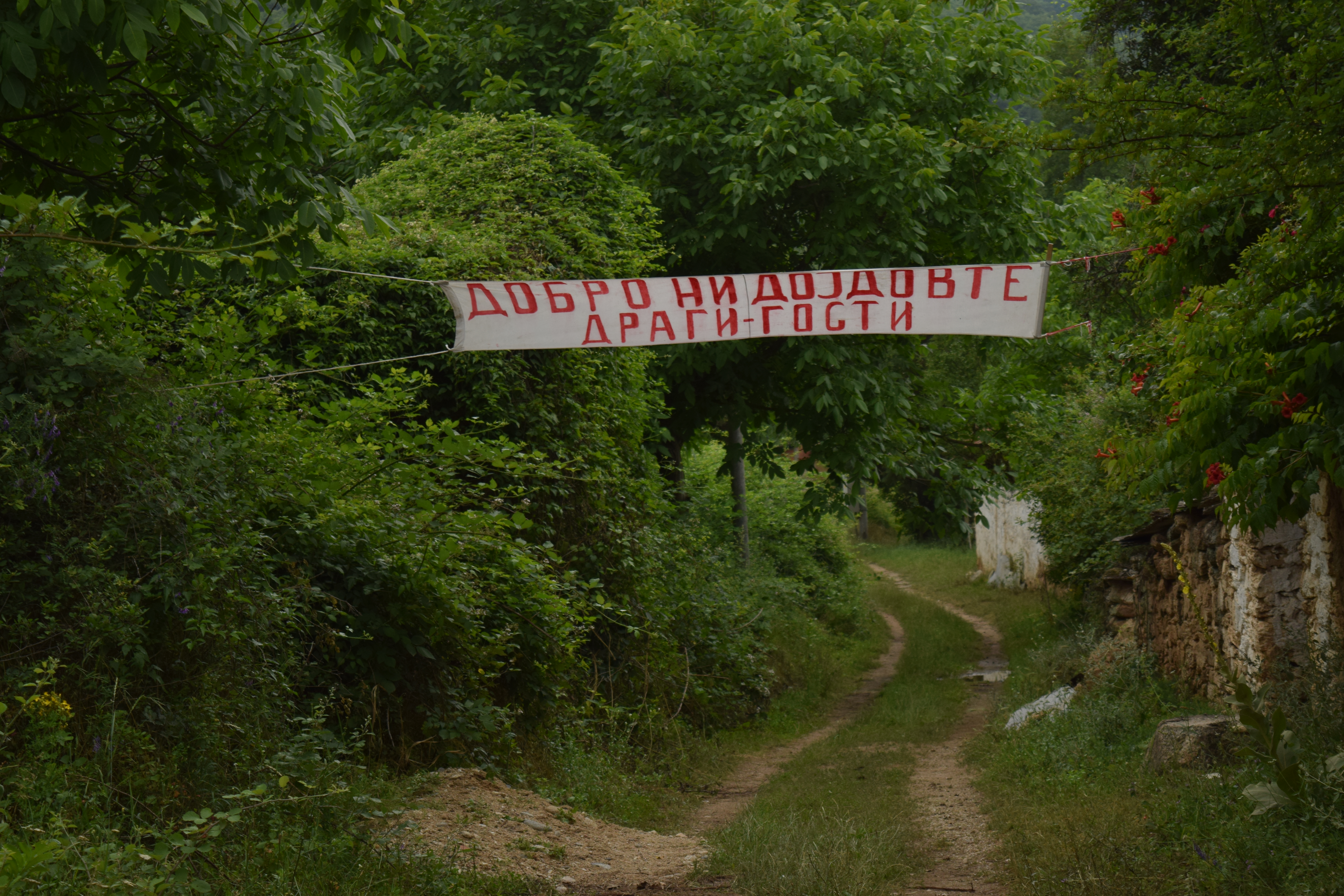
Willkommensschild am Eingang in das Dorf Stepanci

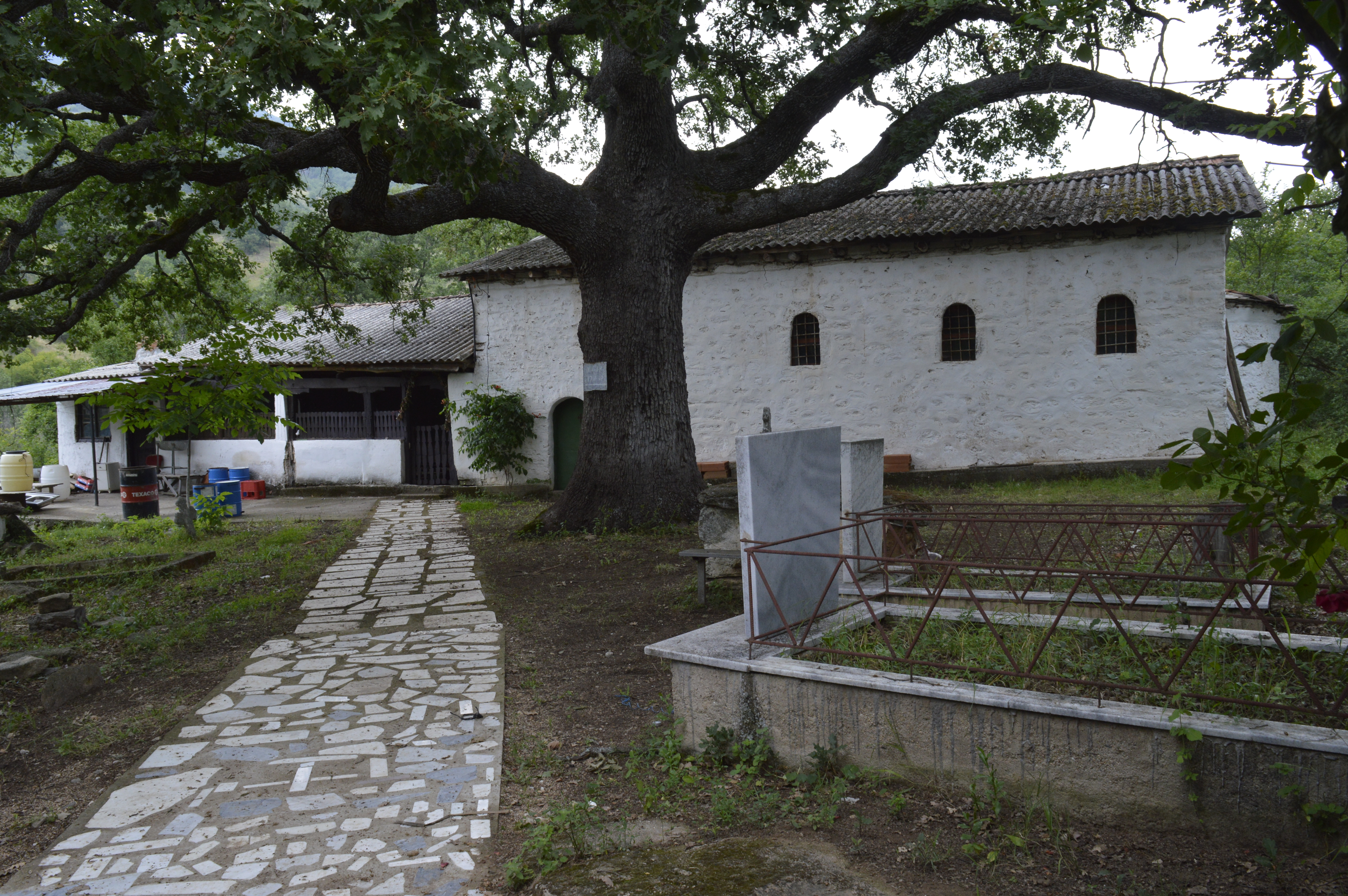
Die orthodoxe Kirche Sveti Nikola im Dorf

1870 wurde der bulgarische Revolutionär und Wojwode von Veles, Temelko Naumow, im Stepanci geboren. Er trat der WMORO bei und leitet das Komitee in seinem Heimatdorf. Im April 1902 wurde er von den osmanischen Behörden festgenommen und in Bitola inhaftiert. Im Juni 1905 wurde er Tschetnik von Pantscho Konstantinow. Im August 1907 ernannte Tane Nikolow ihn als Wojwoden. Temelko Naumow kämpfte aktiv gegen die serbische Propaganda und ihre Banden in Makedonien.
Die Region Azot wurde nach 1900 Schauplatz blutiger Kämpfe und Scharmützel zwischen den bulgarischen Komitadschi der Inneren Makedonisch-Adrianopeler Revolutionären Organisation (WMORO) und den serbischen Tschetniks, welche sich teilweise erfolgreich in der Region eingenistet hatten.
Laut der Statistik des Ethnographen Wassil Kantschow zählte Stepanci Ende des 19. Jahrhunderts 290 Einwohner, welche allesamt als christliche Bulgaren klassifiziert wurden.
Nach den Statistiken des Sekretärs des bulgarischen Exarchats Dimitar Mischew ("La Macédoine et sa Population Chrétienne") im Jahr 1905 lebten in Stepanci 480 bulgarische Exarchisten. Laut einem Geheimbericht des bulgarischen Konsulats in Skopje im Jahre 1907 erkannten alle 60 Haushalte des Dorfes unter Druck der serbischen Tschetniks das Ökumenische Patriarchat von Konstantinopel an.
Im Zuge des Balkankrieges meldete sich ein Dorfbewohner freiwillig zur Makedonisch-Adrianopeler Landwehr, einem Freiwilligenverband der bulgarischen Armee.
Laut der letzten Volkszählung von 2002 hatte Stepanci keine Einwohner zu verzeichnen.